# クリーム (食品)

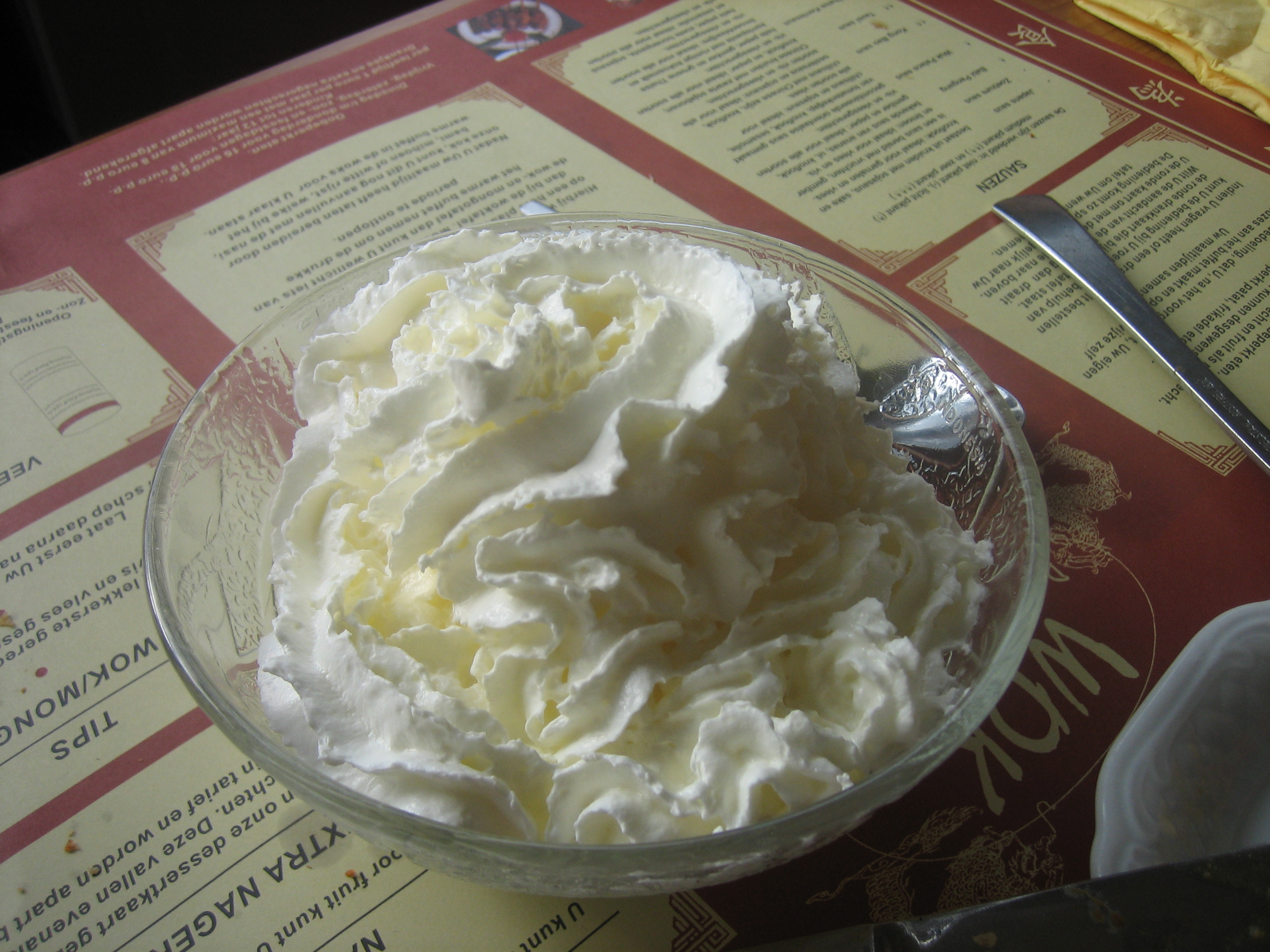
ホイップクリーム

クリーム（英語: cream）は、(1) 均質化前の生乳から乳脂肪を取り出した乳製品である。 白色や薄黄色の濃厚な液体で、原則として牛乳成分に由来する。乳等省令は「生乳、牛乳または特別牛乳から乳脂肪分以外の成分を除去し、乳脂肪分を18.0%以上にしたもの」と定めている。本項ではこれを扱う。(2) 広く洋菓子やパンに用いられる、とろっとした甘みのある食品全般。カスタードクリームなど。

## 作り方
均質化していない乳を加熱殺菌した後、放置、冷却してクリームを上層に分離させる。工業的には遠心分離機を用いて製造される。

## 分類

### イギリスでの分類
イギリスでは脂肪分により、18%のシングルクリーム（またはクリーム）、48%のダブルクリーム、55%のクロテッドクリームなどに分けている。バターの乳脂肪分は約80%、生クリームは約40%であるのに対し、クロテッドクリームはその中間である60%前後である。

### 日本での分類

#### 生クリーム
生乳や牛乳を分離して取り出した「乳脂肪のみ」を原料とした、「種類別：クリーム」と表示される省令上のクリームを一般に「生クリーム」として扱う。商品名で「純生」などと表記するものもある。
一般に“生クリーム”と呼ばれるのは、生乳のみを原材料とした動物性脂肪（乳脂肪）である。脂肪分18 - 30%の「ライトクリーム」は「コーヒー用」、30 - 48%の「ヘビークリーム」は「ホイップ用」に分類される。他のものが入っていると生クリームとは呼べない。生乳から乳脂肪分だけを遠心分離で取り出し、濃縮させて作られる。乳等省令で定められたクリーム（上記）を泡立てたものを生クリームと呼ぶ。
- 生クリームとしてコーヒーや紅茶などに加えて飲まれる。この用途では、他にエバミルクなどが用いられる。
- クックパッドなどでは「生クリ」という略表記が見受けられる[3]。

#### ホイップクリーム
ホイップクリームとは、動物性脂肪に植物性脂肪を加えたもの、または植物性脂肪のみのもの。ほかの国ではホイップクリームはクリームに分類されない。
日本ではクリームを泡立てたものをホイップクリームと呼び、泡立て器やハンドミキサーなどを用いて作る。シャンティークリーム、クレームシャンティイなどとも称される。乳脂肪はバターに見られるように低温で固体だが30℃前後で溶解が始まり、融点以上になると流動性が高まり形成された泡が崩れ易くなるため、冷却しながら泡立てる。撹拌し過ぎるとバターと乳清に分離する。工業的には亜酸化窒素や二酸化炭素を添加して製造する。
生クリームの代替製品として、明らかに生クリームでは無いものもホイップクリームと呼び、「ホイップ用」・「フレッシュ」などの表記で販売されている。日本では植物油脂を利用した代替品が広く用いられ、アメリカでも「クールウィップ」をクラフトフーズが販売しており、泡立ての必要がなくホイップ状態が長期間持続する簡便性から広く普及している。製品中の乳脂肪分は風味を濃厚に、植物性油脂は口溶けを軽快にさせる。
- 砂糖を加え固く泡立て、ケーキのアイシング（糖衣）など、お菓子の飾りつけなどに使うことが多い。またココアなどを加えることもある。
- コーヒーにいれると、ウィンナ・コーヒーになる。
- アングロアメリカでは、「レディ・ウィップ」（Reddi-wip）というスプレー缶入りのホイップクリームが市販されている。
- クレーム・シャンティイ（Crème Chantilly）は軽く泡立てたクリームに甘みや香りをつけたもの。フランス料理のデザートに用いる。シャンティイ城に由来する。

#### 牛乳を原料とする食品
乳脂肪に添加物や植物性油脂などを加えたものは日本の法律では「乳又は乳製品を主要原料とする食品」となり、以下のようなものがある。
純乳脂肪タイプ
乳脂肪に乳化剤、安定剤等の「添加物」を加えたもので、純乳脂肪などの表記で販売される。
コンパウンドタイプ
乳脂肪の一部を植物油脂等の「植物性脂肪」で置換したもの。「コンパウンドクリーム」とも呼ばれている。
植物性脂肪タイプ
乳脂肪が含まれず脂肪分に植物性脂肪のみを使用したもの。

## 使用・加工等

### クリームのまま
- 風味・コク付けとしてシチューやスープなどの料理に加えられる。

### 加工品
- アイスクリーム - 牛乳、卵黄、生クリーム、砂糖を撹拌し冷やし固めて作られるデザート。
- サワークリーム - 生クリームを乳酸発酵させたもの。
- マスカルポーネ - 生クリームを加熱し酸を添加し凝固させたイタリアのチーズ。

## 栄養価
| 項目                     | 分量（g） |
| ------------------------ | --------- |
| 脂肪                     | 37        |
| 飽和脂肪酸               | 23.032    |
| 6:0（カプロン酸）        | 0.71      |
| 8:0（カプリル酸）        | 0.413     |
| 10:0（カプリン酸）       | 0.928     |
| 12:0（ラウリン酸）       | 1.039     |
| 14:0（ミリスチン酸）     | 3.721     |
| 16:0（パルミチン酸）     | 9.732     |
| 18:0（ステアリン酸）     | 4.484     |
| 一価不飽和脂肪酸         | 10.686    |
| 16:1（パルミトレイン酸） | 0.829     |
| 18:1（オレイン酸）       | 9.308     |
| 多価不飽和脂肪酸         | 1.374     |
| 18:2（リノール酸）       | 0.836     |
| 18:3（α-リノレン酸）     | 0.538     |